# KBS 뉴스 930
《KBS 뉴스 930》(KBS NEWS 930)은 KBS 1TV에서 매주 평일 오전 9시 30분에 방송 중인 뉴스 프로그램이다.

## 프로그램 소개
KBS 뉴스 930은 오전 시간대 주 시청자들인 주부들을 위한 생활 밀착형 종합 뉴스로 전통적으로 단독 앵커가 진행을 담당해 온 생활 밀착형 뉴스 프로그램입니다.
주 시청층인 주부들을 위한 생활 밀착형 리포트와 단신을 강화해 시청자에 대한 서비스를 강화하고 있고 오전 시간대에 있었던 뉴스의 신속한 보도, 증권 시황, 국제 뉴스 등 다양한 코너로 시청자들의 다양한 수요에 부응하고 있습니다.

## 방송 시간
- 현재 방송 시간은 2024년 5월 20일부터 기준으로 한다.
- 명절에는 10분 동안 KBS 뉴스로 방송·편성된다.
- 긴급·특집 뉴스가 방송되면 KBS 뉴스특보·특집 KBS 뉴스 930으로 방송·편성된다.

| 방송 채널 | 방송 기간                           | 방송 시간                                                 | 비고 |
| --------- | ----------------------------------- | --------------------------------------------------------- | ---- |
| KBS 1TV   | 1981년 5월 25일 ~ 1981년 9월 5일    | 월요일 ~ 토요일 오전 9시 45분 ~ 10시                      |      |
| KBS 1TV   | 1985년 4월 22일 ~ 1993년 5월 1일    | 월요일 ~ 토요일 오전 9시 45분 ~ 10시                      |      |
| KBS 1TV   | 1981년 9월 7일 ~ 1984년 3월 31일    | 월요일 ~ 토요일 오전 9시 50분 ~ 10시                      |      |
| KBS 1TV   | 1984년 4월 2일 ~ 1984년 10월 27일   | 월요일 ~ 토요일 오전 9시 30분 ~ 10시                      |      |
| KBS 1TV   | 1985년 1월 14일 ~ 1985년 2월 16일   | 월요일 ~ 토요일 오전 9시 30분 ~ 10시                      |      |
| KBS 1TV   | 1994년 10월 10일 ~ 1996년 3월 2일   | 월요일 ~ 토요일 오전 9시 30분 ~ 10시                      |      |
| KBS 1TV   | 1999년 10월 18일 ~ 2010년 5월 8일   | 월요일 ~ 토요일 오전 9시 30분 ~ 10시                      |      |
| KBS 1TV   | 1984년 10월 29일 ~ 1985년 1월 12일  | 월요일 ~ 토요일 오전 9시 40분 ~ 10시                      |      |
| KBS 1TV   | 1985년 2월 18일 ~ 1985년 4월 20일   | 월요일 ~ 토요일 오전 9시 40분 ~ 10시                      |      |
| KBS 1TV   | 1993년 5월 3일 ~ 1994년 4월 30일    | 월요일 ~ 토요일 오전 9시 40분 ~ 10시                      |      |
| KBS 1TV   | 1994년 5월 2일 ~ 1994년 10월 8일    | 월요일 ~ 토요일 오전 9시 35분 ~ 10시                      |      |
| KBS 1TV   | 1996년 10월 14일 ~ 1999년 10월 17일 | 월요일 ~ 토요일 오전 9시 35분 ~ 10시                      |      |
| KBS 1TV   | 1996년 3월 4일 ~ 1996년 5월 11일    | 평일 오전 10시 ~ 10시 15분 토요일 오전 10시 ~ 10시 10분   |      |
| KBS 1TV   | 1996년 5월 13일 ~ 1996년 6월 2일    | 평일 오전 10시 ~ 10시 20분 토요일 오전 9시 40분 ~ 10시    |      |
| KBS 1TV   | 1996년 6월 3일 ~ 1996년 10월 12일   | 평일 오전 9시 40분 ~ 10시 토요일 오전 10시 ~ 10시 20분    |      |
| KBS 1TV   | 2010년 5월 10일 ~ 2024년 5월 18일   | 평일 오전 9시 30분 ~ 10시 토요일 오전 9시 30분 ~ 9시 40분 |      |
| KBS 1TV   | 2024년 5월 20일 ~ 현재              | 평일 오전 9시 30분 ~ 10시                                 |      |

## 앵커
- 현재 앵커는 2025년 3월 10일부터 기준으로 한다.

### 평일
| 대수 | 진행자 | 진행자    | 진행 기간                           | 비고          |
| 대수 | 남성   | 여성      | 진행 기간                           | 비고          |
| ---- | ------ | --------- | ----------------------------------- | ------------- |
| 1대  | 빈칸   | 안희재    | 1981년 5월 25일 ~ 1984년 10월 27일  |               |
| 2대  | 김준석 | 故 정미홍 | 1984년 10월 29일 ~ 1986년 11월 1일  |               |
| 3대  | 빈칸   | 박찬숙    | 1986년 11월 3일 ~ 1993년 1월 16일   |               |
| 4대  | 빈칸   | 공정민    | 1993년 1월 18일 ~ 1993년 4월 30일   |               |
| 5대  | 빈칸   | 유정아    | 1993년 5월 1일 ~ 1994년 10월 8일    |               |
| 6대  | 빈칸   | 김성은    | 1994년 10월 10일 ~ 1995년 9월 2일   |               |
| 7대  | 빈칸   | 이한숙    | 1995년 9월 4일 ~ 1997년 3월 1일     | [ 2 ]         |
| 8대  | 빈칸   | 유정아    | 1997년 3월 3일 ~ 1998년 2월 28일    | [ 3 ]         |
| 9대  | 빈칸   | 윤영미    | 1998년 3월 2일 ~ 1999년 2월 27일    |               |
| 10대 | 빈칸   | 박경희    | 1999년 3월 1일 ~ 2002년 3월 30일    |               |
| 11대 | 빈칸   | 이한숙    | 2002년 4월 1일 ~ 2002년 6월 29일    | [ 4 ]         |
| 12대 | 빈칸   | 이규원    | 2002년 7월 1일 ~ 2002년 10월 26일   |               |
| 13대 | 빈칸   | 공정민    | 2002년 10월 28일 ~ 2002년 11월 30일 | [ 5 ]         |
| 14대 | 빈칸   | 윤영미    | 2002년 12월 2일 ~ 2005년 4월 30일   | [ 6 ] [ 7 ]   |
| 15대 | 빈칸   | 최윤경    | 2005년 5월 1일 ~ 2005년 11월 30일   |               |
| 16대 | 빈칸   | 홍소연    | 2005년 12월 1일 ~ 2008년 11월 15일  | [ 8 ]         |
| 17대 | 빈칸   | 백승주    | 2008년 11월 17일 ~ 2010년 12월 31일 | [ 10 ]        |
| 18대 | 빈칸   | 국혜정    | 2011년 1월 3일 ~ 2012년 11월 2일    | [ 11 ]        |
| 19대 | 빈칸   | 신윤주    | 2012년 11월 5일 ~ 2013년 4월 5일    | [ 12 ]        |
| 20대 | 빈칸   | 변우영    | 2013년 4월 8일 ~ 2014년 12월 31일   | [ 13 ]        |
| 21대 | 빈칸   | 조수빈    | 2015년 1월 1일 ~ 2015년 6월 26일    | [ 14 ]        |
| 22대 | 빈칸   | 박사임    | 2015년 6월 29일 ~ 2015년 12월 4일   |               |
| 23대 | 빈칸   | 전주리    | 2015년 12월 7일 ~ 2017년 9월 1일    | [ 16 ] [ 17 ] |
| 24대 | 박상범 | 빈칸      | 2017년 10월 9일 ~ 2017년 11월 17일  |               |
| 25대 | 빈칸   | 최윤경    | 2017년 11월 20일 ~ 2018년 4월 20일  | [ 18 ]        |
| 26대 | 빈칸   | 박지현    | 2018년 4월 23일 ~ 2018년 9월 7일    | [ 20 ]        |
| 27대 | 김은성 | 빈칸      | 2018년 9월 10일 ~ 2021년 8월 13일   | [ 22 ]        |
| 28대 | 빈칸   | 이슬기    | 2021년 8월 30일 ~ 2023년 3월 17일   | [ 24 ]        |
| 29대 | 빈칸   | 김진희    | 2023년 3월 20일 ~ 2025년 2월 28일   | [ 26 ]        |
| 30대 | 빈칸   | 국혜정    | 2025년 3월 10일 ~ 현재              | [ 27 ] [ 28 ] |

### 토요일
| 대수 | 진행자 | 진행자    | 진행 기간                          | 비고          |
| 대수 | 남성   | 여성      | 진행 기간                          | 비고          |
| ---- | ------ | --------- | ---------------------------------- | ------------- |
| 1대  | 빈칸   | 안희재    | 1981년 5월 30일 ~ 1984년 11월 1일  |               |
| 2대  | 김준석 | 故 정미홍 | 1984년 11월 8일 ~ 1986년 11월 6일  |               |
| 3대  | 빈칸   | 박찬숙    | 1986년 11월 13일 ~ 1993년 1월 21일 |               |
| 4대  | 빈칸   | 공정민    | 1993년 1월 28일 ~ 1993년 5월 5일   |               |
| 5대  | 빈칸   | 유정아    | 1993년 5월 12일 ~ 1994년 10월 13일 |               |
| 6대  | 빈칸   | 김성은    | 1994년 10월 20일 ~ 1995년 9월 7일  |               |
| 7대  | 빈칸   | 이한숙    | 1995년 9월 14일 ~ 1997년 3월 6일   | [ 29 ]        |
| 8대  | 빈칸   | 유정아    | 1997년 3월 13일 ~ 1998년 2월 28일  | [ 30 ]        |
| 9대  | 빈칸   | 윤영미    | 1998년 3월 4일 ~ 1999년 3월 9일    |               |
| 10대 | 빈칸   | 박경희    | 1999년 3월 16일 ~ 2002년 3월 30일  |               |
| 11대 | 빈칸   | 이한숙    | 2002년 4월 6일 ~ 2002년 6월 24일   | [ 31 ]        |
| 12대 | 빈칸   | 이규원    | 2002년 7월 1일 ~ 2002년 10월 26일  |               |
| 13대 | 빈칸   | 공정민    | 2002년 11월 2일 ~ 2002년 11월 30일 | [ 32 ]        |
| 14대 | 빈칸   | 윤영미    | 2002년 12월 7일 ~ 2005년 4월 30일  | [ 33 ] [ 34 ] |
| 15대 | 빈칸   | 최윤경    | 2005년 5월 1일 ~ 2005년 11월 30일  |               |
| 16대 | 빈칸   | 홍소연    | 2005년 12월 1일 ~ 2008년 11월 15일 | [ 35 ]        |
| 17대 | 빈칸   | 백승주    | 2008년 11월 22일 ~ 2010년 4월 24일 | [ 37 ]        |
| 18대 | 빈칸   | 김지윤    | 2010년 5월 1일 ~ 2010년 10월 30일  |               |
| 19대 | 빈칸   | 박현선    | 2010년 11월 6일 ~ 2010년 12월 25일 |               |
| 20대 | 빈칸   | 정다은    | 2011년 1월 1일 ~ 2013년 4월 6일    | [ 39 ]        |
| 21대 | 빈칸   | 정은승    | 2013년 4월 13일 ~ 2014년 12월 27일 |               |
| 22대 | 빈칸   | 전주리    | 2015년 1월 3일 ~ 2015년 12월 5일   |               |
| 23대 | 빈칸   | 강서은    | 2015년 12월 12일 ~ 2016년 4월 30일 |               |
| 24대 | 빈칸   | 백정원    | 2016년 5월 7일 ~ 2017년 9월 2일    | [ 42 ]        |
| 25대 | 박상범 | 빈칸      | 2017년 10월 9일 ~ 2017년 11월 30일 |               |
| 26대 | 김재홍 | 빈칸      | 2017년 12월 2일 ~ 2018년 1월 20일  | [ 44 ]        |
| 27대 | 빈칸   | 백정원    | 2018년 1월 27일 ~ 2019년 7월 6일   | [ 46 ]        |
| 28대 | 남현종 | 빈칸      | 2019년 7월 13일 ~ 2020년 2월 22일  | [ 47 ]        |
| 29대 | 이규봉 | 빈칸      | 2020년 4월 4일 ~ 2020년 5월 30일   |               |
| 30대 | 원석현 | 빈칸      | 2020년 6월 6일 ~ 2024년 5월 18일   | [ 50 ]        |

## 코너
| 코너명       | 진행자                               |
| ------------ | ------------------------------------ |
| 이 시각 증시 | 김성은 KB증권 연구원                 |
| KBS 월드뉴스 |                                      |
| 날씨         | 이설아 기상 캐스터                   |
| 클로징       | 국혜정 아나운서실 한국어연구사업팀장 |

#### 이 시각 증시
증권 시황 코너. 김성은 KB증권 연구원이 진행하며 《KBS 뉴스 12》, 《KBS 뉴스 5》에서도 공통으로 방송된다.

#### 날씨
기상 정보 코너.

## 타이틀 변천사
현재 타이틀은 2024년 5월 20일부터를 기준으로 한다.
| 기수 | 프로그램 타이틀  | 방송 기간                          |
| ---- | ---------------- | ---------------------------------- |
| 1기  | KBS 가정뉴스     | 1981년 5월 25일 ~ 1984년 3월 31일  |
| 2기  | KBS 아침뉴스     | 1984년 4월 2일 ~ 1984년 10월 27일  |
| 3기  | KBS 뉴스센터 945 | 1984년 10월 29일 ~ 1986년 11월 1일 |
| 4기  | KBS 뉴스         | 1986년 11월 3일 ~ 1989년 3월 4일   |
| 5기  | KBS 뉴스 945     | 1989년 3월 6일 ~ 1990년 5월 19일   |
| 6기  | KBS 뉴스         | 1990년 5월 21일 ~ 2024년 5월 18일  |
| 7기  | KBS 뉴스 930     | 2024년 5월 20일 ~ 현재             |

## 지역 방송국 프로그램
- 오전 9시 45분부터 지역 뉴스를 방송·편성한다.
- 방송 상단 오른쪽 KBS1 로고 아래에 KBS 뉴스로 표시한다.
- KBS 부산 1TV, KBS 울산 1TV는 증권 시황 전에 지역 뉴스를 방송·편성한다.
- KBS 광주 1TV, KBS 전주 1TV, KBS 제주 1TV, KBS 창원 1TV는 증권 시황이 마친 후 지역 뉴스를 방송·편성한다.
- KBS 대전 1TV는 KBS 월드뉴스 방송 도중에 지역 뉴스를 방송·편성한다.
- KBS 대구 1TV, KBS 청주 1TV, KBS 춘천 1TV, KBS 강릉 1TV, KBS 경인 1TV는 KBS 월드뉴스가 마친 후 지역 뉴스를 방송·편성한다.
- KBS 경인 1TV는 본사 뉴스 클로징으로 뉴스를 마친다.
- DMB TV에서는 편성하지 않는다.

| 방송 채널    | 방송 권역                          | 프로그램                    | 진행자 |
| ------------ | ---------------------------------- | --------------------------- | ------ |
| KBS 경인 1TV | 경기도 인천광역시                  | KBS 뉴스 930 경기·인천      | 조은민 |
| KBS 춘천 1TV | 강원특별자치도                     | KBS 뉴스 930 강원           | 김서련 |
| KBS 강릉 1TV | 강원특별자치도                     | KBS 뉴스 930 강릉           | 이가현 |
| KBS 광주 1TV | 광주광역시 전라남도                | KBS 뉴스 930 광주·전남      | 조윤지 |
| KBS 전주 1TV | 전북특별자치도                     | KBS 뉴스 930 전북           | 봉효정 |
| KBS 대구 1TV | 대구광역시 경상북도                | KBS 뉴스 930 대구·경북      | 진유현 |
| KBS 제주 1TV | 제주특별자치도                     | KBS 뉴스 930 제주           | 한승훈 |
| KBS 부산 1TV | 부산광역시                         | KBS 뉴스 930 부산           | 박효진 |
| KBS 창원 1TV | 경상남도                           | KBS 뉴스 930 경남           | 방수빈 |
| KBS 울산 1TV | 울산광역시                         | KBS 뉴스 930 울산           | 김다은 |
| KBS 대전 1TV | 대전광역시 세종특별자치시 충청남도 | KBS 뉴스 930 대전·세종·충남 | 박명원 |
| KBS 청주 1TV | 충청북도                           | KBS 뉴스 930 충북           | 안지현 |

## 편성 변경
- 2017년 9월 4일 ~ 2017년 12월 29일 : KBS 파업으로 인해 해당 방송 내용(추석 편성 관계로 단축 편성 포함)에서만 확대 편성했다.
- 2018년 1월 1일 ~ 2018년 1월 23일 : KBS 파업으로 인해 해당 방송 내용(신년 편성 관계로 단축 편성 포함)에서만 확대 편성했다.
- 2021년 1월 14일 : 특집 코로나19 통합뉴스룸 · KBS 뉴스특보로 약 20분 및 오전 9시 30분 ~ 오전 10시 20분 《코로나19 발생 기자 회견》(간담회 질문) 총 50분 편성 이후 내보내면서 이후 늦춰 연장까지 방송 시간 편성 변경
- 2021년 1월 31일 ~ 2021년 2월 2일 : 설날 편성 관계로 10분 축소 편성 · 방송
- 2022년 8월 5일 : KBS 뉴스특보 방송·편성 이후 9시 35분 5분 축소로 25분 축소로 방송 시간 편성 변경
- 2023년 3월 16일 : KBS 930 뉴스 방송 도중 오전 8시 50분 《KBS 뉴스특보 - 합참 “북 동해상 발사체는 장거리 탄도 미사일》” [08시 50분 방송 분 김태욱 앵커] 08:50 ~ 09:00 : 아침마당 방송 25분 만에 약 10분 동안 중단으로 인해 오전 9시에 방송 재개 이후 오전 9시 40분 ~ 오전 10시 10분 방송 시간을 10분 늦춰 편성 변경
- 2024년 6월 4일 : 아침마당(9666회 화요초대석) 35분 단축방송시간 축소로 곧이어서 특별 생방송 2024 한-아프리카 정상회의 개막식 편성 관계로 결방했다.

## 같이 보기
- KBS 뉴스 (주말)
- KBS 아침뉴스타임 (KBS 2TV)

## 경쟁 프로그램
- 930 MBC 뉴스 (MBC TV)
- SBS 10 뉴스 (SBS TV)
- YTN 뉴스UP (YTN)
- 뉴스포커스 (연합뉴스TV)